# 4529 Webern
A 4529 Webern (ideiglenes jelöléssel 1984 ED) a Naprendszer kisbolygóövében található aszteroida. Edward L. G. Bowell fedezte fel 1984. március 1-én.